# داگ کرن
داگ کرن (انگلیسی: Doug Kern؛ زادهٔ july ۱۰, ۱۹۶۳ (۶۱ سال)) ورزشکار اهل ایالات متحده آمریکا است.
وی در مسابقات کشوری و بین‌المللی در مجموع برندهٔ ۱ مدال نقره شده‌است.